# Hrachik Dzhavajian
Hrachik Dzhavajian –en armenio, Հրաչիկ Ջավախյան– (Vanadzor, URSS, 6 de julio de 1984) es un deportista armenio que compitió en boxeo.
Participó en los Juegos Olímpicos de Pekín 2008, obteniendo una medalla de bronce en el peso ligero. Ganó dos medallas en el Campeonato Europeo de Boxeo Aficionado, oro en 2010 y plata en 2006.

## Palmarés internacional
| Juegos Olímpicos   | Juegos Olímpicos   | Juegos Olímpicos  | Juegos Olímpicos |
| Año                | Lugar              | Medalla           | Categoría        |
| ------------------ | ------------------ | ----------------- | ---------------- |
| 2008               | Pekín (China)      | Medalla de bronce | 60 kg            |
| Campeonato Europeo |                    |                   |                  |
| Año                | Lugar              | Medalla           | Categoría        |
| 2006               | Plovdiv (Bulgaria) | Medalla de plata  | 60 kg            |
| 2010               | Moscú (Rusia)      | Medalla de oro    | 64 kg            |